# Xiajian Hu
Xiajian Hu (kinesiska: 夏碱湖) är en sjö i Kina. Den ligger i den autonoma regionen Tibet, i den sydvästra delen av landet, omkring 930 kilometer nordväst om regionhuvudstaden Lhasa. Trakten runt Xiajian Hu är ofruktbar med lite eller ingen växtlighet.
Genomsnittlig årsnederbörd är 177 millimeter. Den regnigaste månaden är augusti, med i genomsnitt 44 mm nederbörd, och den torraste är november, med 1 mm nederbörd.